# 宽尾鳞鲀
宽尾鳞鲀（学名：Abalistes stellatus）为輻鰭魚綱魨形目鱗魨亞目鳞鲀科宽尾鳞鲀属的鱼类，分布于红海、印度洋非洲东海岸至太平洋中部夏威夷群岛、南至澳大利亚以及西沙群岛、海南岛等海域及广东沿海和台湾海峡等，属于热带近海常见底层鱼，棲息深度7-350公尺。
其种加词“stellatus”意为“星斑的”。

## 形态
本魚身體灰褐色，背部橄欖色，具有非常小的灰白斑點，腹部從黃褐色斑點逐漸變成微白色網狀紋，而且一個小的白斑在尾柄上，一個寬的白色條紋在身體側邊上，在後鰓裂是大的骨鱗片，背鰭硬棘3枚，背鰭軟條25-27枚，臀鰭軟條24-25枚，體長可達60公分，棲息在沙泥底質水域，生活習性不明。